# EP u hokeju na travi 1999.
Europsko prvenstvo u hokeju na travi za muške 1999. se održalo u Italiji, u Padovi.

## Sudionici
Sudionici su bili: Belgija, 
Engleska, Francuska, Irska, Italija, Nizozemska, Njemačka, Poljska, Rusija, Španjlska, Švicarska i Wales.

## Rezultati
- za brončano odličje:

 Engleska -  Belgija 7:2 
- za zlatno odličje:

 Njemačka -  Nizozemska 3:3 (8:7 nakon kaznenih udaraca)

## Konačni poredak
| Mj. | Država     |
| --- | ---------- |
| 1.  | Njemačka   |
| 2.  | Nizozemska |
| 3.  | Engleska   |
| 4.  | Belgija    |
| 5.  | Španjolska |
| 6.  | Wales      |
| 7.  | Francuska  |
| 8.  | Rusija     |
| 9.  | Poljska    |
| 10. | Švicarska  |
| 11. | Irska      |
| 12. | Italija    |

Naslov europskog prvaka je osvojila Njemačka.